# Erich Fuchs (Mediziner)
Erich Fuchs (* 20. Dezember 1921 in Göttingen; † 5. Oktober 2008 in Detmold) war ein deutscher Internist und Allergologe.

## Ausbildung und Werdegang
Erich Fuchs hat die Allergologie in Klinik und Forschung entscheidend mitgeprägt. Als Schüler von Karl Hansen machte er sich 1950 bis 1954 in Lübeck mit der damals noch jungen Disziplin vertraut. Anschließend wirkte er als Ober- und Chefarzt in Bad Lippspringe an der dortigen Asthmaklinik mit Allergieforschungsinstitut. Zusammen mit Wilhelm Gronemeyer entwickelte er sie zu einem weit über die regionalen Grenzen hinaus bekannten Zentrum, an dem zahlreiche nationale und internationale Allergologen ihre Ausbildung erhielten. 1970 wurde Fuchs an der neu errichteten Deutschen Klinik für Diagnostik in Wiesbaden mit dem Aufbau einer interdisziplinär ausgerichteten Allergie-Abteilung betraut, die er bis 1986 leitete. 1967 erhielt er einen Lehrauftrag an der Universität Düsseldorf für „Allergie und allergische Krankheiten“; 1972 habilitierte er sich dort und wurde 1976 zum Professor ernannt.

## Wissenschaftliche Veröffentlichungen
Wie sich aus seiner reichhaltigen Bibliographie mit 140 Original- und Einzelarbeiten ergibt, publizierte Fuchs mit Monographien und Artikeln in Sammelwerken, Zeitschriften usw. in nahezu allen Bereichen der internistischen Allergologie. Dabei standen die Erkrankungen der Atemwege und deren Ätiologie, Diagnostik und Therapie im Mittelpunkt. Es gelang ihm, in subtilen Untersuchungen eine Reihe neuer, bisher unbekannter Allergene / Allergenträger zu identifizieren, womit die entsprechende Potenz von Seide-, Druckerei-, Insekten-, Pflanzensamen- und anderen Stäuben sowie von diversen Nahrungsmitteln, ihrer Leitallergene und Zusatzstoffe ermittelt und der bisherige Erkenntniskatalog vervollständigt werden konnte.
Mit W. Gronemeyer führte er den „inhalativen Allergen-Provokationstest“ routinemäßig in die Asthmadiagnostik ein: Der Erfassung der allergischen Genese einer bronchialen Obstruktion und ihrer apparativen Registrierung dienten umfangreiche Studien zur Aussagekraft und Methodik inhalativer Provokationsproben mit Allergenaerosolen sowie zum zeitlichen Wirkungseintritt des Reaktionserfolges (sogenannte Zeit-Häufigkeits-Relation). Ähnliches gilt für die regelhaften Dosisbeziehungen zwischen der Inhalationskonzentration und der Hautreaktionsdosis (sogenannte Haut-Schleimhaut-Relation).

## Allergie als Berufskrankheit
Besonders eingehend befasste sich Fuchs mit den berufsbedingten Erkrankungen, was im Standardwerk „Asthma bronchiale in der Gewerbemedizin“ (1973) Niederschlag fand. Seine grundlegenden Einsichten trugen dazu bei, dass das Bronchialasthma bereits 1961 in die Liste der entschädigungsberechtigten Berufskrankheiten aufgenommen wurde. Wesentlich ist die von ihm beschriebene durch (Allergen-)Zwischenträger übermittelte „derivative“ Allergie, der für die strikte Allergenkarenz (z. B. Berufskleidung) als wirksames ätiologisches Behandlungsprinzip Bedeutung zukommt. Fuchs veröffentlichte zusammen mit Karl-Heinz Schulz (Allergologe und Dermatologe in Hamburg) das „Manuale Allergologicum“ (1988–1995) und schließlich seinen weit verbreiteten Ratgeber „Allergie – Was tun ? – Ein Experte berät“ (1992).
Nicht zufällig war Fuchs Vorstandsmitglied und 1978–1987 mehrfach wiedergewählter Vorsitzender der 1952 gegründeten Deutschen Gesellschaft für Allergologie und Immunitätsforschung (heute Deutsche Gesellschaft für Allergologie und klinische Immunologie). Am Zustandekommen der 1978 ins Leben gerufenen Fachzeitschrift „Allergologie“ beteiligte er sich maßgeblich, und jahrelang amtierte er als ihr hauptverantwortlicher Schriftleiter. Auch in internationalen Fachverbänden (wie European Academy of Allergology and Clinical Immunology, World Allergy Organization, International Society of Asthmology) hatte er leitende Funktionen inne. Er war korrespondierendes Mitglied zahlreicher einschlägiger nationaler Verbände. Zu seinen vielen Ehrungen gehören der Henry Hyde Salter Clinical Award, das Goldene Pollenkorn, die Ernst-von-Bergmann-Plakette, das Bundesverdienstkreuz und die Karl Hansen-Medaille.